# Louis J. Horvitz
Louis J. Horvitz (* 1. Dezember 1946 in Los Angeles, Kalifornien) ist ein US-amerikanischer Filmproduzent und Filmregisseur, der siebenmal mit einem Emmy ausgezeichnet wurde.

## Karriere
Horvitz Karriere im Filmgeschäft begann als Kameramann bei NBC.
Horvitz begann 1973 als Regisseur bei der Fernsehserie Rock Concert, bei der er für 131 Episoden verantwortlich war und die er 1979 wieder verließ. Zu Beginn der 1980er Jahre war er als Regisseur u. a. für Fernsehdokumentationen im Auftrag von American Film Institute über verschiedene Filmschaffende und seit den 1990er Jahren unter anderem auch bei Preisverleihungen People’s Choice Awards, Daytime Emmy, Primetime Emmy, Oscarverleihungen, Grammy Awards und den Golden Globe Awards verantwortlich. Für seine künstlerischen Leistungen erhielt Horvitz sieben Mal einen Emmy bei zwanzig Nominierungen, sowie einen DGA-Award bei siebzehn Nominierungen, einen CableACE Award bei vier Nominierungen und drei Image Awards.
Seit dem 6. April 1996 ist er verheiratet.

## Filmografie (Auswahl)
- 1973–1979: Rock Concert (Fernsehshow, 131 Episoden)
- 1987: Golden Anniversary of Snow White and the Seven Dwarfs (Fernsehfilm)
- 1988: The Secret Identity of Jack the Ripper (Dokumentarfilm)

### Preisverleihungen

#### Daytime-Emmy
- 1995: Daytime-Emmy-Verleihung 1995
- 1998: Daytime-Emmy-Verleihung 1998
- 1999: Daytime-Emmy-Verleihung 1999
- 2004: Daytime-Emmy-Verleihung 2004
- 2005: Daytime-Emmy-Verleihung 2005

#### Prime-Emmy
- 1993: Primetime-Emmy-Verleihung 1993
- 1994: Primetime-Emmy-Verleihung 1994
- 1995: Primetime-Emmy-Verleihung 1995
- 1996: Primetime-Emmy-Verleihung 1996
- 1998: Primetime-Emmy-Verleihung 1998
- 1999: Primetime-Emmy-Verleihung 1999
- 2001: Primetime-Emmy-Verleihung 2001
- 2002: Primetime-Emmy-Verleihung 2002
- 2003: Primetime-Emmy-Verleihung 2003
- 2004: Primetime-Emmy-Verleihung 2004
- 2006: Primetime-Emmy-Verleihung 2006
- 2008: Primetime-Emmy-Verleihung 2008
- 2013: Primetime-Emmy-Verleihung 2013
- 2015: Primetime-Emmy-Verleihung 2015

#### Oscarverleihung
- 1997: Oscarverleihung 1997
- 1998: Oscarverleihung 1998
- 1999: Oscarverleihung 1999
- 2000: Oscarverleihung 2000
- 2001: Oscarverleihung 2001
- 2002: Oscarverleihung 2002
- 2003: Oscarverleihung 2003
- 2004: Oscarverleihung 2004
- 2005: Oscarverleihung 2005
- 2006: Oscarverleihung 2006
- 2007: Oscarverleihung 2007
- 2008: Oscarverleihung 2008

#### Grammy-Awards
- 2010: Grammy Awards 2010
- 2011: Grammy Awards 2011
- 2012: Grammy Awards 2012
- 2013: Grammy Awards 2013
- 2014: Grammy Awards 2014
- 2015: Grammy Awards 2015
- 2016: Grammy Awards 2016
- 2017: Grammy Awards 2017
- 2018: Grammy Awards 2018

#### Golden Globe Awards
- 2011: Golden Globe Awards 2011
- 2012: Golden Globe Awards 2012
- 2013: Golden Globe Awards 2013
- 2014: Golden Globe Awards 2014
- 2015: Golden Globe Awards 2015
- 2016: Golden Globe Awards 2016
- 2017: Golden Globe Awards 2017
- 2018: Golden Globe Awards 2018

## Auszeichnungen (Auswahl)
- 1994: CableACE Award in der Kategorie „Directing a Music Special or Series“ für For Our Children: The Concert
- 1996: Emmy in der Kategorie „Outstanding Directing for a Variety or Music Program“ für The Kennedy Center Honors: A Celebration of the Performing Arts
- 1998: Emmy in der Kategorie „Outstanding Directing for a Variety or Music Program“ für The 70th Annual Academy Awards
- 1998: DGA-Award in der Kategorie „Outstanding Directorial Achievement in Musical/Variety“ für The Kennedy Center Honors: A Celebration of the Performing Arts
- 2000: Emmy in der Kategorie „Outstanding Directing for a Variety or Music Program“ für The 72nd Annual Academy Awards
- 2004: Emmy in der Kategorie „Outstanding Directing for a Variety, Music or Comedy Program“ für The 76th Annual Academy Awards
- 2006: Emmy in der Kategorie „Outstanding Directing for a Variety, Music or Comedy Program“ für The 78th Annual Academy Awards
- 2007: Image Award in der Kategorie „Outstanding Variety Series or Special“ für An Evening of Stars: Tribute to Stevie Wonder
- 2008: Emmy in der Kategorie „Outstanding Variety Series or Special“ für The 80th Annual Academy Awards
- 2009: Image Award in der Kategorie „Outstanding Variety Series or Special“ für An Evening of Stars: Tribute to Smokey Robinson
- 2011: Image Award in der Kategorie „Outstanding Variety Series or Special“ für An Evening of Stars: Tribute to Lionel Richie
- 2013: Emmy in der Kategorie „Outstanding Directing for a Variety Special“ für The 35th Annual Kennedy Center Honors